# Пачка-рік
 Контроль популяції населення — це клінічна кількісна характеристика паління сигарет, яка використовується для вимірювання впливу тютюну на людину. Характеристика використовується для оцінки ризику розвитку раку легенів або інших патологій, пов'язаних із вживанням тютюну. Однак через різну кількість сигарет у пакуванні різних виробників, а також різну інтенсивність куріння протягом різних періодів «стажу» курця важко покладатися на оцінку на основі пачка-року.

## Визначення
Пачка-рік — це одиниця вимірювання кількості сигарет, викурених людиною протягом тривалого періоду часу. Розраховується шляхом множення кількості пачок сигарет, викурених за день, на кількість років куріння людини. Наприклад, 1 пачка-рік дорівнює вживанню 20 сигарет (1 пачка) на день протягом 1 року або 40 сигарет на день протягом пів року і так далі.
Одна пачка-рік еквівалентна 365 пачкам сигарет або 7300 сигаретам за рік куріння.

## Розрахунок
Кількість пачка-років = (кількість пачок, які виживаються на день) × (роки паління)
або
Кількість пачка-років = (кількість викурених сигарет на день/20) × (роки паління). (1 пачка містить 20 сигарет у деяких країнах)
Зауважте, що попри те, що одиниця називається «пачка-рік», фактична одиниця — це просто кількість пачок (як зазначено вище).
{\displaystyle {\begin{aligned}1{\text{ пачка-рік}}&={\frac {1{\text{ пачка}}}{\text{день}}}\cdot 1{\text{ рік}}\\&={\frac {1{\text{ пачка}}}{\text{день}}}\cdot 365{\text{ днів}}\\&=365{\text{ пачок}}\\&=365{\text{ пачок}}\cdot {\frac {20{\text{ сигарет}}}{\text{пачка}}}\\&=7,300{\text{ сигарет}}\end{aligned}}}
Наприклад: людина, яка викурює 15 сигарет на день протягом 40 років, має (15/20) x 40 = 30 пачка-років куріння.
Один пачка-рік — це викурювання 20 сигарет на день протягом одного року. Якщо людина викурювала 10 сигарет на день протягом 6 років, це дорівнює 3 пачка-років. Людина, яка викурює 40 сигарет (2 пачки) щодня протягом 20 років, має 40 пачка-років.

## Значення та використання
Кількісне визначення пачка-років викурювання є важливим у клінічній медичній допомозі, де ступінь впливу тютюну корелює з ризиком раку легенів і захворюванням серця.